# Centar za kulturu Požarevac
Centar za kulturu Požarevac je ključni nosilac kulturnih i umetničkih dešavanja u Braničevskom okrugu.
Svojom bogatom multimedijalnom aktivnošću svakodnevno se trudi da podigne estetski nivo svojih konzumenata, ali istovremeno brine o duhovnoj vertikali sugrađana uključujući ih kao aktere predstava, koncerata i drugih programa. Zgrada Centra za kulturu Požarevac otvorena je 1982. godine.
U prostoru Centra za kulturu organizuju se pozorišne predstave, koncerti, izložbe, razgovori, predavanja, održavaju brojni pozorišni, muzički i filmski festivali, izdaju knjige i promovišu brojni umetnici i pisci kako domaći tako inostrani. Centar za kulturu u svojim salama, holovima, ali i širom grada organizuje brojne programe.
U jedinstvenom kompleksu višenamenskih prostora, ukupne površine od preko 4000 m², tipičnom predstavniku arhitekture 80-ih godina 20. veka, a često i na prostorima oko Centra, u okviru letnjeg programa skoro svakoga dana se prepliću pozorišne predstave, filmske projekcije, koncerti, književni programi, predavanja, radionice, tribine i druge manifestacije.
U prostoru Centra, koji čine, nalaze se:
- Velika sala (540 sedišta)
- Mala sala, bioskopska sala (173 sedišta)
- Baletska sala
- Knjižara
- Omladinski klub (diskoteka)
- Depoi i radionica (400m2)
- Poslovne, prateće prostorije i konferencijska sala

## Galerija
- Dragi Ivić, dugogodišnji direktor centra

## Spoljašnje veze
- Zvanična prezentacija Centra za kulturu Požarevac
- Fejsbuk stranica